# Nematoptychius
Nematoptychius es un género extinto de peces actinopterigios prehistóricos. Fue descrito por Traquair en 1875.
Vivió en el Reino Unido.